# Historias florentinas
Historias florentinas (Historiae Florentinae) es una obra del historiador Francesco Guicciardini. Escrita cuando el autor tenía 26 años, cubre el período comprendido entre el tumulto de los Ciompi (1378) y la batalla de Agnadello (1509). Recopilada entre 1508 y 1509, estuvo inédita hasta 1859.
Las Historias florentinas componen la primera parte de la Historia de Florencia, a la que seguiría Le cose fiorentine.

## Argumento
El autor está interesado en investigar las causas de los acontecimientos, poniendo énfasis en los actores (Lorenzo de Medici del que tiene una mala opinión y, especialmente, Girolamo Savonarola), con el objetivo de ilustrar las contradicciones de este. Guicciardini narra su historia a partir de la oposición historiográfica entre los sabios (los nobles y grandes ricos), los únicos que pueden gobernar en su opinión, y la gente a la que desprecia. A veces, sin embargo, se ve obligado a reconocer que no siempre esto se hace bien, alabando la democracia creada por Savonarola.